# گورنو لوکووو
گورنو لوکووو (به بلغاری: Gorno Lukovo) یک منطقهٔ مسکونی در بلغارستان است که در ایوالوفگراد واقع شده‌است.